# Децентрализација
Децентрализација је расподела одговорности, планирања и имплементације промена са највишег организационог нивоа ближе проблему или области у којој се спроводе активности. Пример су федералне и савезне таксе које се деле са државним и општинским нивоима власти.

## Историја
Реч „централизација” ушла је у употребу у Француској 1794. године када је вођство Француског директоријума након Француске револуције створило нову владину структуру. Реч „децентрализација” ушла је у употребу 1820-их. „Централизација” је ушла у писани енглески језик у првој трећини 1800-их; помињања децентрализације такође се први пут појављују током тих година. Средином 1800-их Токвил је написао да је француска револуција започела „потискивањем ка децентрализацији ... [али је постала,] на крају, продужење централизације.” Године 1863, пензионисани француски бирократа Морис Блок написао је чланак под насловом „Децентрализација” за један француски часопис у коме је прегледао динамику владине и бирократске централизације и недавне напоре Француске на децентрализацији државних функција.
Идеје слободе и децентрализације довели су до својих логичних закључака током 19. и 20. века од стране антидржавних политичких активиста који су себе називали „анархистима“, „либертаријанцима“, па чак и децентралистима. Токвил је био заговорник, пишући: „Децентрализација има, не само административну вредност већ и грађанску димензију, јер повећава могућности за грађане да се заинтересују за јавне послове; она их навикава да користе слободу. А из акумулације ове локалне, активне, персичне слободе, рађа се као најефикаснија противтежа тврдњама централне владе, чак и ако је подржана безличном, колективном вољом.“ Пјер-Жозеф Прудон (1809–1865), утицајни теоретичар анархизма, је написао: „Све моје економске идеје које су се развијале током двадесет пет година могу се сажети речима: пољопривредно-индустријска федерација. Све моје политичке идеје се своде на сличну формулу: политичка федерација или децентрализација.“
Почетком 20. века, одговор Америке на централизацију економског богатства и политичке моћи био је децентралистички покрет. Кривио је индустријску производњу великих размера за уништавање трговаца средње класе и малих произвођача и промовисао повећање власништва над имовином и повратак на живот у малим размерама. Децентралистички покрет је привукао јужне аграрце као што су Роберт Пен Ворен, као и новинар Херберт Агар. Нова левица и либертаријански појединци који су се идентификовали са друштвеним, економским и често политичким децентрализмом током наредних година укључивали су Ралфа Борсодија, Вендела Берија, Пола Гудмана, Карла Оглсбија, Карла Хеса, Доналда Ливингстона, Киркпатрика Сејла (аутора дела Људка размера), Мареја Букчина, Дороти Деј,<refRoberts, Nancy L. (1984). Dorothy Day and the Catholic Worker: Teaching and Learning about Writing in Online Environments. 84. State University of New York Press. стр. 11. ISBN 978-0873959391.</ref> сенатора Марка О. Хетфилда, Милдред Ј. Лумис и Била Кауфмана.
Леополд Кор, аутор књиге Распад нација из 1957. године – познат по својој изјави „Кад год нешто није у реду, нешто је превелико“ – имао је велики утицај на Е. Ф. Шумахера, аутора бестселера из 1973. године Мало је лепо: Студија економије као да су људи важни. У наредних неколико година велики број најпродаванијих књига промовисао је децентрализацију.